# Lliga grega de waterpolo femenina
La Lliga grega de waterpolo femenina, oficialment coneguda com a A1 Ethniki, és la màxima competició entre clubs femenins de waterpolo que es disputa a Grècia.
Es disputa des de la temporada 1987-88 i està organitzada per la Federació Hel·lènica de Natació.

## Historial

### A Ethniki
| - 1988 : Ethnikos Pireu - 1989 : ANO Glyfada - 1990 : Ethnikos Pireu - 1991 : NO Vouliagmeni | - 1992 : Ethnikos Pireu - 1993 : NO Vouliagmeni - 1994 : NO Vouliagmeni - 1995 : Olympiakos Pireu | - 1996 : ANO Glyfada - 1997 : NO Vouliagmeni - 1998 : Olympiakos Pireu |

### A1 Ethniki
| - 1999 : ANO Glyfada - 2000 : ANO Glyfada - 2001 : ANO Glyfada - 2002 : ANO Glyfada - 2003 : NO Vouliagmeni - 2004 : ANO Glyfada - 2005 : NO Vouliagmeni - 2006 : NO Vouliagmeni - 2007 : NO Vouliagmeni - 2008 : ANO Glyfada | - 2009 : Olympiakos Pireu - 2010 : NO Vouliagmeni - 2011 : Olympiakos Pireu - 2012 : NO Vouliagmeni - 2013 : NO Vouliagmeni - 2014 : Olympiakos Pireu - 2015 : Olympiakos Pireu - 2016 : Olympiakos Pireu - 2017 : Olympiakos Pireu - 2018 : Olympiakos Pireu | - 2019 : Olympiakos Pireu - 2020 : Olympiakos Pireu - 2021 : Olympiakos Pireu - 2022 : Olympiakos Pireu - 2023 : Olympiakos Pireu - 2024 : Olympiakos Pireu |

## Palmarès
| Títulos | Club                | Temporadas                                                                               |
| ------- | ------------------- | ---------------------------------------------------------------------------------------- |
| 15      | Olympiakos SF Pireu | 1995, 1998, 2009, 2011, 2014, 2015, 2016, 2017, 2018, 2019, 2020, 2021, 2022, 2023, 2024 |
| 11      | NO Vouliagmeni      | 1991, 1993, 1994, 1997, 2003, 2005, 2006, 2007, 2010, 2012, 2013                         |
| 8       | ANO Glyfada         | 1989, 1996, 1999, 2000, 2001, 2002, 2004, 2008                                           |
| 3       | Ethnikos OF Pireu   | 1988, 1990, 1992                                                                         |

## Trofeus europeus d'equips grecs
| Club                | Titulos | Eurolliga | Copa LEN | Supercopa d'Europa |
| ------------------- | ------- | --------- | -------- | ------------------ |
| Olympiakos SF Pireu | 7       | 3         | 1        | 3                  |
| NO Vouliagmeni      | 5       | 2         | 1        | 2                  |
| ANO Glyfada         | 2       | 2         | –        | –                  |
| Ethnikos OF Pireu   | 2       | –         | 2        | –                  |